# Wasilij Starodubcew
Wasilij Aleksandrowicz Starodubcew (ros. Васи́лий Алекса́ндрович Староду́бцев, ur. 25 grudnia 1931 we wsi Wołowczik w obwodzie lipieckim, zm. 30 grudnia 2011 w Nowomoskowsku) – radziecki i rosyjski polityk, Bohater Pracy Socjalistycznej (1976).

## Życiorys
Początkowo pracował w kołchozie w obwodzie lipieckim, a od 1949 w Zarządzie Budowlano-Montażowym w mieście Żukowskij, jednocześnie uczył się na kursach w aeroklubie, w latach 1951–1955 służył w lotnictwie wojskowym ZSRR jako mechanik. Zwolniony do rezerwy w stopniu młodszego porucznika, pracował w kopalni w Nowomoskowsku m.in. jako mechanik maszynista, 1959–1965 studiował w Woroneskim Instytucie Rolniczym, po czym został agronomem ekonomistą. Od 1960 członek KPZR, w 1966 zaocznie ukończył Wszechzwiązkowy Instytut Rolniczy, w 1973 został kandydatem nauk rolniczych, w latach 1964–1997 był przewodniczącym kołchozu im. Lenina, 1984 przemianowanego na Zjednoczenie Agroprzemysłowe „Nowomoskowskoje”. Wyróżniał się jako zarządca i organizator produkcji rolnej. W 1986 został przewodniczącym Wszechzwiązkowej Rady Kołchozów, w marcu 1989 wybrany deputowanym ludowym ZSRR, w kwietniu 1990 został przewodniczącym Związku Rolników RFSRR. Od czerwca 1990 do sierpnia 1991 przewodniczący Rady Chłopskiej ZSRR, jednocześnie od lipca 1990 do sierpnia 1991 członek KC KPZR. Jeden z przywódców puczu Janajewa w sierpniu 1991, był członkiem Państwowego Komitetu Sytuacji Nadzwyczajnej, po upadku puczu został aresztowany, w czerwcu 1992 zwolniony ze względu na stan zdrowia. W latach 1993–1995 deputowany Rady Federacji, 1997–2005 gubernator obwodu tulskiego. W 2007 i 2011 wybierany deputowanym Dumy Państwowej, był członkiem frakcji Komunistycznej Partii Federacji Rosyjskiej, od 22 stycznia 1995 członek KC KPFR. Honorowy obywatel Nowomoskowska (2000) i obwodu tulskiego (2011).

## Odznaczenia i nagrody
- Złoty Medal „Sierp i Młot” Bohatera Pracy Socjalistycznej (23 grudnia 1976)
- Order Lenina (trzykrotnie – 6 września 1973, 23 grudnia 1979 i 29 sierpnia 1986)
- Order Rewolucji Październikowej (8 kwietnia 1971)
- Order „Znak Honoru” (31 grudnia 1965)
- Nagroda Państwowa ZSRR (1979)
- Order Świętego Księcia Daniela Moskiewskiego

I medale.